# ایستگاه قلعه و فیل
ایستگاه قلعه و فیل یک ایستگاه از خط بیکرلو و خط شمالی متروی لندن است که در منطقه قلعه و فیل قرار دارد و در ۱۸ دسامبر ۱۸۹۰ افتتاح شده است.

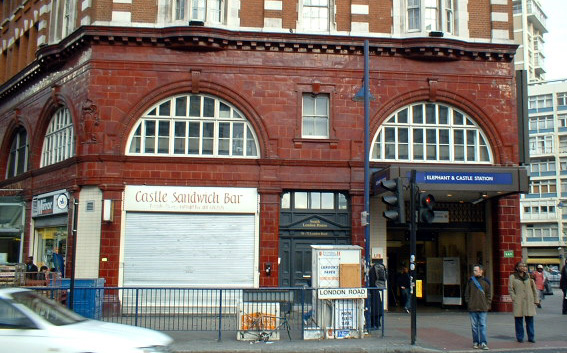

## نگارخانه

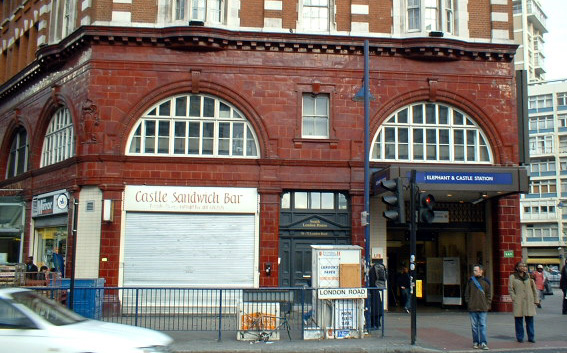
Bakerloo line entrance
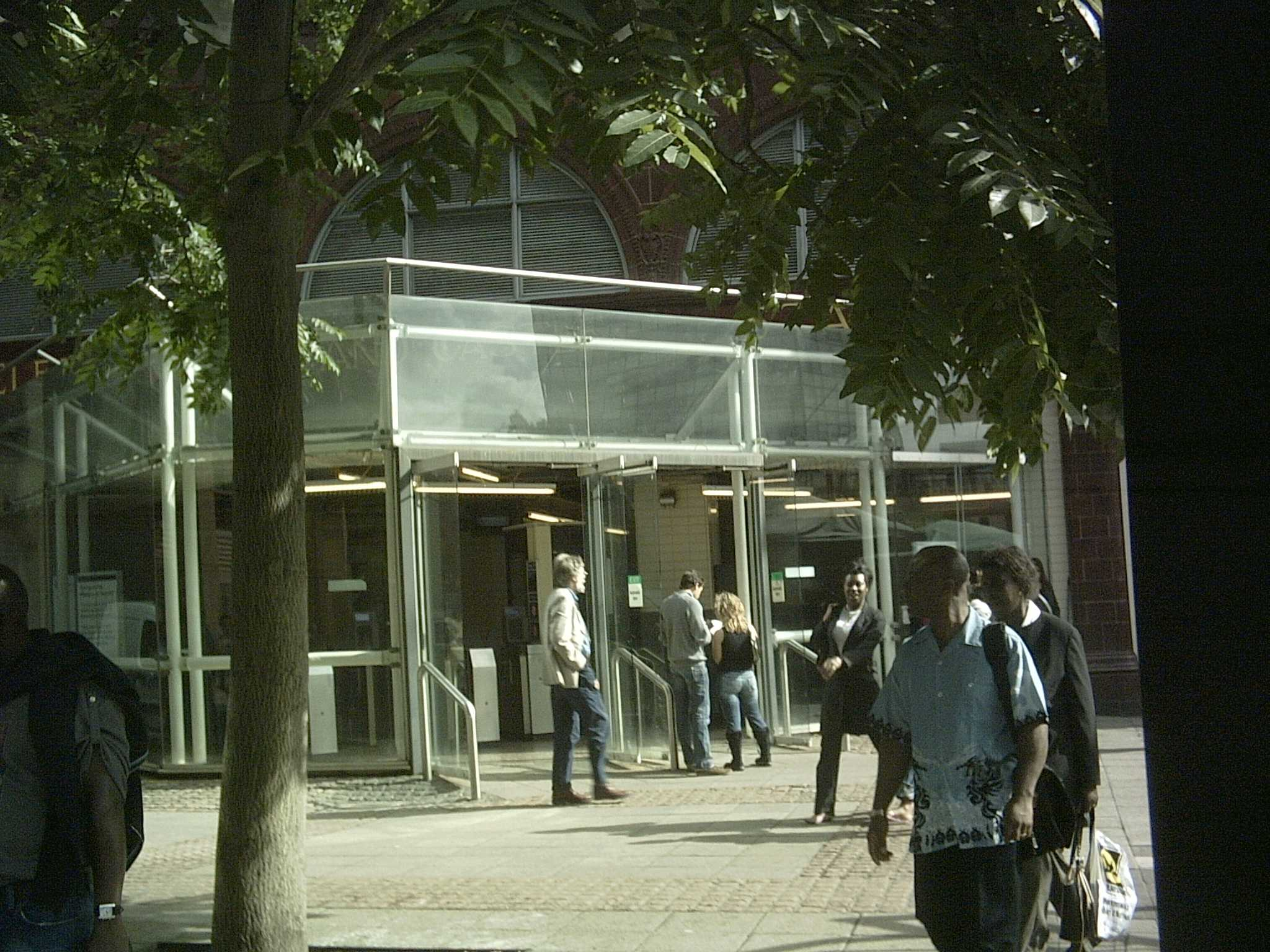
Bakerloo line exit
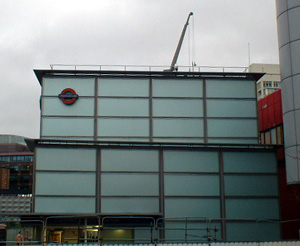
Northern Line entrance
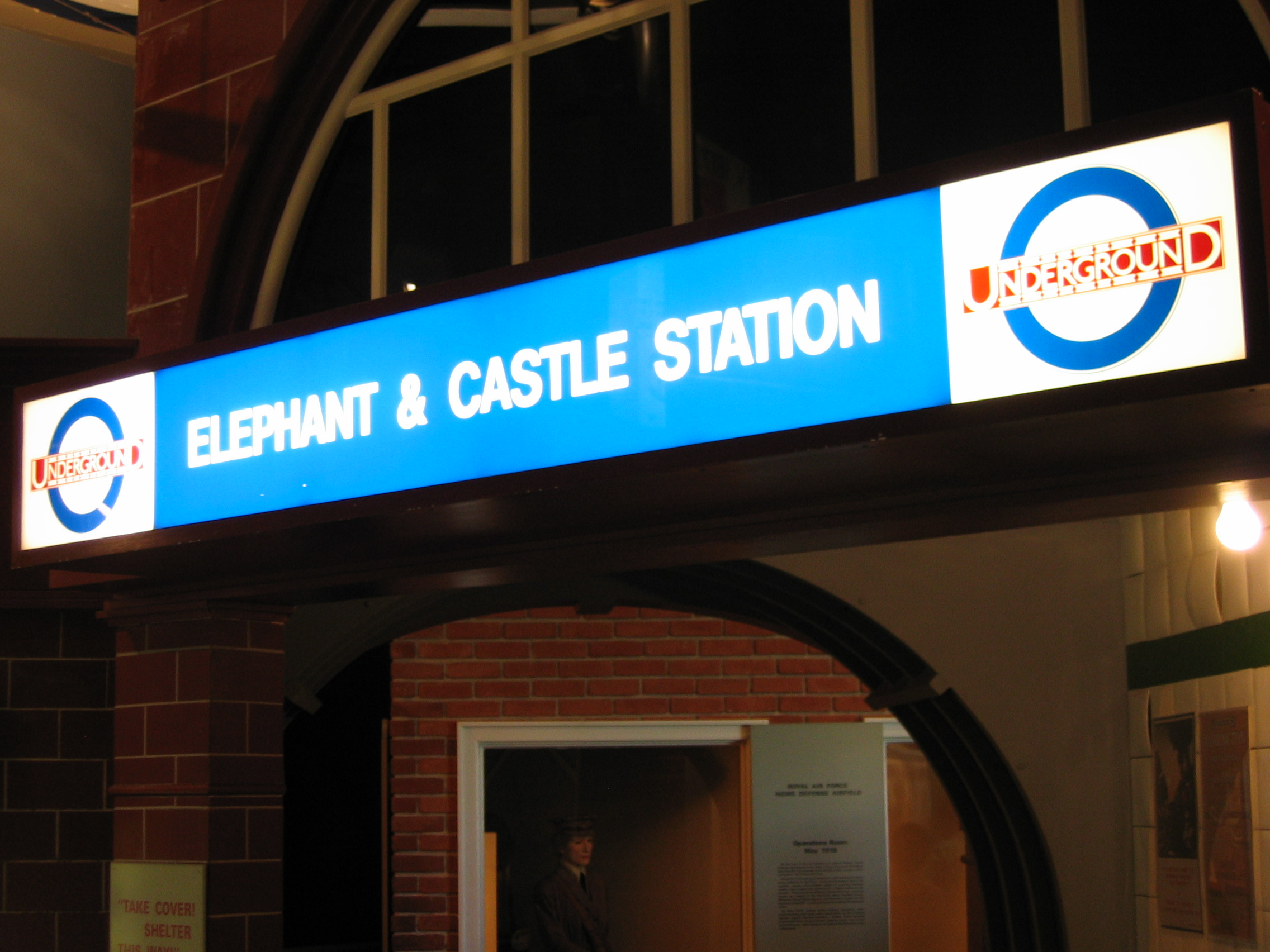
Replica sign at the موزه ملی هوافضای اسمیتسونین